# Opius diana
Opius diana är en stekelart som beskrevs av Fischer 1968. Opius diana ingår i släktet Opius och familjen bracksteklar. Inga underarter finns listade i Catalogue of Life.